# Jánský vršek (Praha)
Jánský vršek (dříve Svatojanský vršek) je ulice v Praze 1 na Malé Straně. Má tvar zakřivené vidlice s prostranstvím uprostřed a spojuje ulice Vlašskou, Jánskou, Nerudovu a Šporkovu. 

## Historie
Jméno je odvozeno od kostela svatého Jana Křtitele, který stával ve středověku asi od roku 1141 v osadě Obora, založené kolem roku 1100 v místech křížení ulic Jánský vršek a Šporkova. 

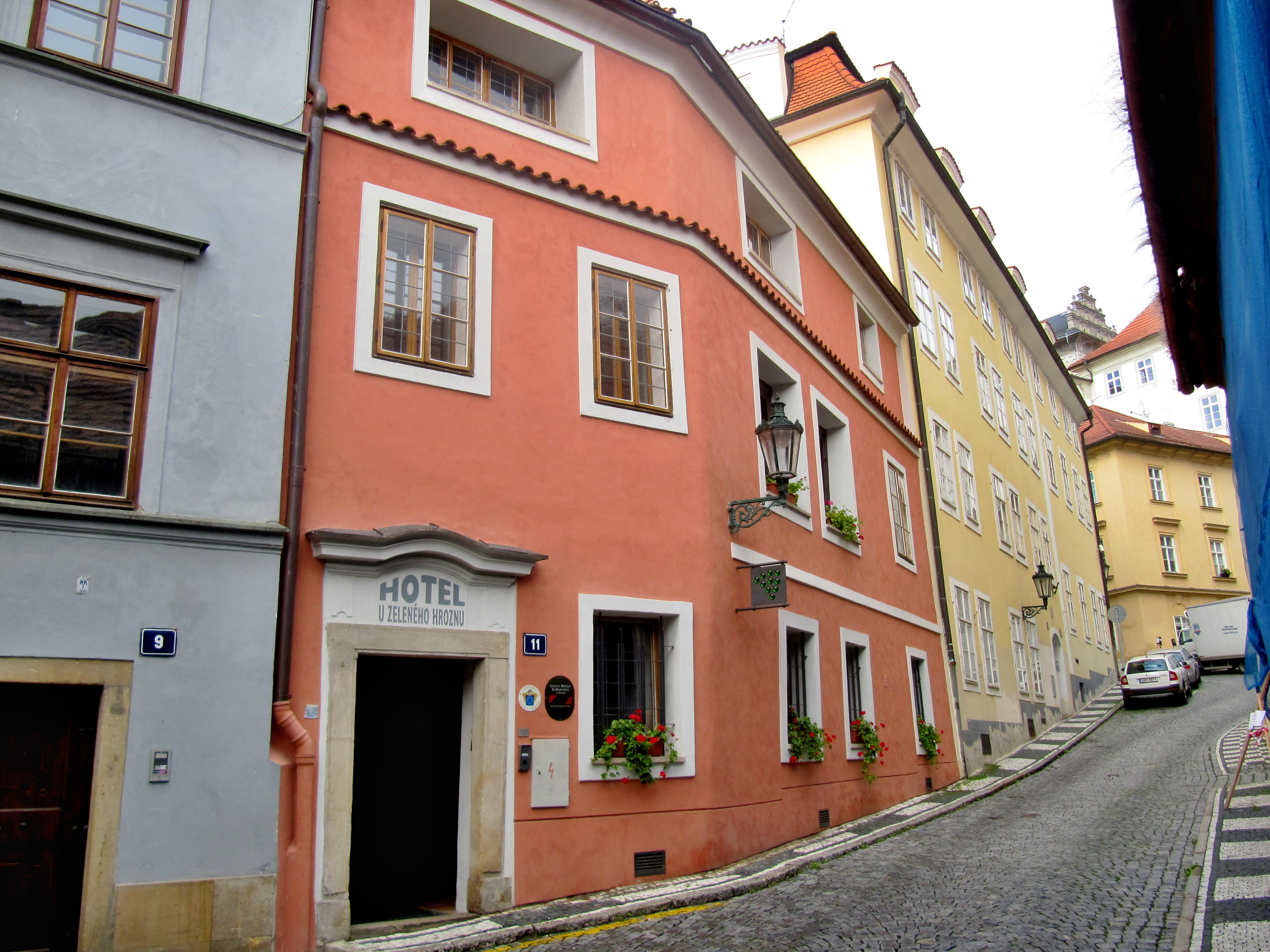
Dům U Zeleného hroznu ve spodní části ulice

## Popis
Ulice je dlážděná s úzkým chodníkem po obou stranách, nepravidelně vedená, se sklonem stoupání 12̥ až 14̥ procent. V úseku Vlašská-Šporkova je obousměrně průjezdná. V úseku Šporkova-Nerudova je jen pro pěší, pro své strmé stoupání byla v minulosti zídkou rozdělena ve dví: západní úsek pro lehké ruční povozy je vydlážděn kočičími hlavami, a východní polovinu zaujímá schodiště. 

## Významné domy
- Hotel Sax čp. 328/3, rohový dům do Vlašské ulice, č.22, klasicistní novostavba, architekt Adalbert Gudera
- Tři bílé lilie čp. 310/4
- Zlatá podkova čp. 327/5
- U sv. Jiří čp. 311/6, dvoutraktový, původně renesanční, přestavěn v 19. století, s malovaným domovním znamením nad vchodem
- U zlatého stolu čp. 326/7, pojmenován podle výrobků majitele, truhláře doby barokní Marka Nonnenmachera
- U Osla v kolébce čp. 312/8, renesanční; bydlel zde magistr Edward Kelley, alchymista císaře Rudolfa II.
- U Geigerů, čp. 325/9, se soškou sv. Jana Křtitele v nice; bydlel zde truhlář doby barokní Marek Nonnenmacher a po něm sochař Jan Antonín Geiger; na fasádě pamětní deska spisovatele Josefa Svátka
- U zeleného hroznu (U žluté boty, U Pempel) čp. 324/11
- U sedmi švábů čp. 241/14, rohový dům do Nerudovy ulice

## Parkování a sport
- Ve spodní části je modrá a oranžová parkovací zóna. Oranžová parkovací zóna se též nachází v zubu před domem č. 9 a dále potom v ohybu do Šporkovy.
- Přes Jánský vršek vede trasa cyklistického závodu Pražské schody.[3]